# Satellite Award du meilleur scénario original
Le Satellite Award du meilleur scénario original (Satellite Award for Best Original Screenplay) est une distinction cinématographique américaine décernée par The International Press Academy depuis 1997, récompensant les meilleurs scénarios de cinéma de l'année.

## Palmarès
Note : les gagnants sont indiqués en gras.

### Années 1990
- 1997 :  (ex æquo)
  - Lone Star – John Sayles
  - Larry Flynt – Scott Alexander et Larry Karaszewski
    - Fargo – Joel et Ethan Coen
    - Shine – Jan Sardi et Scott Hicks
    - Sling Blade – Billy Bob Thornton

- 1998 : Will Hunting (Godd Will Hunting) – Ben Affleck et Matt Damon
  - Boogie Nights – Paul Thomas Anderson
  - The Full Monty – Simon Beaufoy
  - La Dame de Windsor (Mrs. Brown) – Jeremy Brock
  - Titanic – James Cameron

- 1999 : Pleasantville – Gary Ross
  - American History X – David McKenna
  - Central do Brasil – Walter Salles
  - Il faut sauver le soldat Ryan (Saving Private Ryan) – Robert Rodat
  - Shakespeare in Love – Marc Norman et Tom Stoppard

### Années 2000
- 2000 : Sixième Sens (The Sixth Sense) – M. Night Shyamalan
  - American Beauty –  Alan Ball
  - Dans la peau de John Malkovich (Being John Malkovich) – Charlie Kaufman
  - Magnolia – Paul Thomas Anderson
  - Les Rois du désert (Three Kings) – David O. Russell
  - Le Choix d'une vie (Walk on the Moon) – Pamela Gray

- 2001 : Tu peux compter sur moi (You Can Count on Me) – Kenneth Lonergan
  - Presque célèbre (Almost Famous) – Cameron Crowe
  - Billy Elliot – Lee Hall
  - Erin Brockovich, seule contre tous (Erin Brockovich) – Susannah Grant
  - Séquences et Conséquences (State and Main) –  David Mamet

- 2002 : À l'ombre de la haine (Monster's Ball) – Milo Addica et Will Rokos
  - Memento – Christopher Nolan et Jonathan Nolan
  - Moulin Rouge (Moulin Rouge!) – Baz Luhrmann et Craig Pearce
  - Les Autres (The Others) – Alejandro Amenábar
  - Sexy Beast – Louis Mellis et David Scinto

- 2003 : Parle avec elle (Hable con ella) – Pedro Almodóvar
  - All or Nothing – Mike Leigh
  - Loin du Paradis (Far from Heaven) – Todd Haynes
  - The Good Girl – Mike White
  - Igby (Igby Goes Down) – Burr Steers
  - Lovely & Amazing –  Nicole Holofcener

- 2004 : Lost in Translation – Sofia Coppola
  - 21 Grammes (21 Grams) – Guillermo Arriaga
  - Lady Chance (The Cooler) –  Frank Hannah et Wayne Kramer
  - Kill Bill : Vol. 1 – Quentin Tarantino et Uma Thurman
  - The Station Agent – Thomas McCarthy
  - Thirteen – Catherine Hardwicke et Nikki Reed

- 2005 (janvier) : Ray – James L. White
  - Aviator (The Aviator) – John Logan
  - Hotel Rwanda – Keir Pearson et Terry George
  - Dr Kinsey (Kinsey) – Bill Condon
  - La Vie aquatique (The Life Aquatic with Steve Zissou) – Wes Anderson et Noah Baumbach

- 2005 (décembre) : Good Night and Good Luck – George Clooney et Grant Heslov
  - Collision (Crash) – Paul Haggis
  - Happy Endings – Don Roos
  - Nine Lives – Rodrigo García
  - Les Berkman se séparent (The Squid and the Whale) – Noah Baumbach
  - The War Within – Joseph Castelo, Tom Glynn et Ayad Akhtar

- 2006 : The Queen – Peter Morgan
  - Babel – Guillermo Arriaga
  - La Maison de sable (Casa de Areia) – Elena Soarez
  - Les Temps qui changent – André Téchiné, Laurent Guyot et Pascal Bonitzer
  - Volver – Pedro Almodóvar
  - Le vent se lève (The Wind That Shakes the Barley)  – Paul Laverty

- 2007[1] : Juno – Diablo Cody
  - 7 h 58 ce samedi-là (Before the Devil Knows You're Dead) – Kelly Masterson
  - Les Promesses de l'ombre (Eastern Promises) – Steven Knight
  - Une fiancée pas comme les autres (Lars and the Real Girl) – Nancy Oliver
  - The Lookout – Scott Frank
  - Michael Clayton  – Tony Gilroy

- 2008[2] : The Visitor – Thomas McCarthy
  - Australia – Baz Luhrmann
  - Frozen River – Courtney Hunt
  - Harvey Milk (Milk) – Dustin Lance Black
  - Sept vies (Seven Pounds) – Grant Nieporte

- 2009[3] : (500) jours ensemble  ((500) Days  of Summer) – Scott Neustadter et Michael H. Weber
  - Démineurs  (The Hurt Locker) – Mark Boal
  - Bright Star – Jane Campion
  - A Serious Man – Joel et Ethan Coen
  - Là-haut (Up) – Bob Peterson et Pete Docter

### Années 2010
- 2010[4] : Le Discours d'un roi (The King's Speech) – David Seidler
  - Biutiful – Alejandro González Iñárritu,  Armando Bo et Nicolás Giacobone
  - The Eclipse – Conor McPherson et Billy Roche
  - Get Low – Chris Provenzano et C. Gaby Mitchell
  - Inception – Christopher Nolan
  - Tout va bien, The Kids Are All Right (The Kids Are All Right) – Lisa Cholodenko et Stuart Blumberg
  - Toy Story 3 – Michael Arndt, Andrew Stanton, Lee Unkrich et John Lasseter

- 2011[5] : The Tree of Life – Terrence Malick
  - The Artist – Michel Hazanavicius
  - L'Irlandais (The Guard) – John Michael McDonagh
  - Nannerl, la sœur de Mozart – René Féret
  - Shame – Abi Morgan et Steve McQueen
  - Tyrannosaur – Paddy Considine

- 2012[6] : Zero Dark Thirty – Mark Boal
  - Flight – John Gatins
  - Intouchables – Eric Toledano et Olivier Nakache
  - The Master – Paul Thomas Anderson
  - Moonrise Kingdom – Roman Coppola et Wes Anderson
  - Pieta – Kim Ki-duk

- 2014 : American Bluff (American Hustle) – David O. Russell et Eric Warren Singer
  - All About Albert (Enough Said) – Nicole Holofcener
  - Blue Jasmine – Woody Allen
  - Dans l'ombre de Mary (Saving Mr. Banks) – Kelly Marcel et Sue Smith
  - Her – Spike Jonze
  - Inside Llewyn Davis – Ethan et Joel Coen

- 2015 : Night Call (Nightcrawler) – Dan Gilroy
  - Birdman – Alejandro González Iñárritu, Alexander Dinelaris, Armando Bo et Nicolas Giabone
  - Boyhood – Richard Linklater
  - La Grande Aventure Lego (The Lego Movie) – Phil Lord et Chris Miller
  - Love is Strange – Ira Sachs et Mauricio Zacharias
  - Selma – Paul Webb

- 2016 : Spotlight – Tom McCarthy et Josh Singer
  - Love and Mercy – Michael Alan Lerner et Oren Moverman
  - NWA : Straight Outta Compton  (Straight Outta Compton) – Andrea Berloff et Jonathan Herman
  - Le Pont des espions (Bridge of Spies) – Matt Charman, Ethan et Joel Coen
  - Les Suffragettes (Suffragette) – Abi Morgan
  - Vice-versa (Inside Out) – Pete Docter, Meg LeFauve et Josh Cooley

- 2017 : Moonlight – Barry Jenkins
  - Captain Fantastic – Matt Ross
  - Comancheria - Taylor Sheridan
  - La La Land – Damien Chazelle
  - The Lobster – Yórgos Lánthimos et Efthýmis Filíppou
  - Manchester by the Sea – Kenneth Lonergan

- 2018 : Three Billboards : Les Panneaux de la vengeance (Three Billboards Outside Ebbing, Missouri) – Martin McDonagh
  - Dunkerque (Dunkirk) – Christopher Nolan
  - The Florida Project – Sean Baker et Chris Bergoch
  - Get Out – Jordan Peele
  - Lady Bird – Greta Gerwig
  - La Forme de l'eau (The Shape of Water) – Guillermo del Toro et Vanessa Taylor

- 2019 : Roma – Alfonso Cuarón
  - Eighth Grade – Bo Burnham
  - La Favorite (The Favourite) – Deborah Davis et Tony McNamara
  - Sur le chemin de la rédemption (First Reformed) – Paul Schrader
  - Green Book : Sur les routes du sud (Green Book) – Nick Vallelonga, Brian Hayes Currie et Peter Farrelly
  - Sans un bruit (A Quiet Place) – John Krasinski, Scott Beck et Bryan Woods

### Années 2020
- 2020 : Marriage Story – Noah Baumbach
  - L'Adieu – Lulu Wang
  - Le Mans 66 – Jez Butterworth, John-Henry Butterworth et Jason Keller
  - Once Upon a Time… in Hollywood – Quentin Tarantino
  - Douleur et Gloire – Pedro Almodóvar
  - Parasite – Bong Joon-ho et Han Jin-won

- 2021 : Promising Young Woman – Emerald Fennell
  - Mank – Jack Fincher
  - Minari – Lee Isaac Chung
  - Palm Springs – Andy Siara
  - Soul – Pete Docter, Mike Jones et Kemp Powers
  - Les Sept de Chicago (The Trial of the Chicago 7) – Aaron Sorkin

- 2022 : Belfast – Kenneth Branagh
  - C'mon C'mon – Mike Mills
  - A Hero – Asghar Farhadi
  - Licorice Pizza – Paul Thomas Anderson
  - Madres paralelas – Pedro Almodóvar
  - La Méthode Williams (King Richard) – Zach Baylin

- 2023 : Les Banshees d'Inisherin – Martin McDonagh
  - Close – Lukas Dhont et Angelo Tijssens
  - Everything Everywhere All at Once – Daniel Kwan et Daniel Scheinert
  - The Fabelmans – Steven Spielberg et Tony Kushner
  - Tár – Todd Field
  - Sans filtre (Triangle of Sadness) – Ruben Östlund

- 2024 : Maestro – Bradley Cooper et Josh Singer
  - Anatomie d'une chute – Justine Triet et Arthur Harari
  - Barbie – Greta Gerwig et Noah Baumbach
  - Winter Break (The Holdovers) – David Hemingson
  - May December – Samy Burch
  - Past Lives – Nos vies d'avant

- 2025 : A Real Pain – Jesse Eisenberg
  - Anora – Sean Baker
  - The Brutalist – Brady Corbet et Mona Fastvold
  - Deux sœurs (Hard Truths) – Mike Leigh
  - Les Graines du figuier sauvage (The Seed of the Sacred Fig) – Mohammad Rasoulof
  - The Substance – Coralie Fargeat